# Olimp
Olimp è una stazione balneare (staţiune turistică in rumeno) sul Mar Nero nel distretto di Costanza. Dal punto di vista amministrativo fa parte della città di Mangalia. Non ha residenti stabili.

## Geografia fisica
Situato immediatamente a nord di Neptun, con il quale forma ormai una stazione unica, dista 8 km da Mangalia, sede amministrativa.

## Storia
Il complesso turistico è stato inaugurato nel 1972 e consisteva in tre gruppi di alberghi più qualche villa utilizzata dell'élite politica dell'epoca.

## Spiaggia
La parte meridionale, che confina con Neptun, è caratterizzata da spiagge strette con numerose pietre sul bagnasciuga. La parte settentrionale è caratterizzata dalla presenza di numerosi golfi artificiali ed è più ampia. Ancora più a nord si trova un tratto di spiaggia selvaggia (appartenente al comune 23 agosto) non frequentato da turisti se si eccettuano rari gruppi di nudisti

## Infrastrutture e trasporti
Olimp è situata nei pressi della strada E87. È raggiungibile da Costanza e Mangalia con la ferrovia (la stazione è denominata Neptun-Olimp ed è a metà strada tra le due località) oppure con microbus in partenza da queste due città.